# زينب الخواجة
زينب الخواجة ناشطة حقوقية بحرينية وإحدى المشاركات في الاحتجاجات البحرينية في 2011-2012. اشتهرت بتغطيتها أوضاع البحرين بالإنجليزية بالاسم المستعار العربية الغاضبة (بالإنجليزية: AngryArabiya).
بعد اعتقال والدها عبد الهادي الخواجة وزوجها وافي الماجد في 9 أبريل 2011 دخلت زينب في إضراب عن الطعام مطالبة بالإفراج عنهم استمر من 10 أبريل وأنهته 20 أبريل قائلة «لن يخدم عائلتي أن أظل صامتة صمت المقابر غير قادرة على الحديث». سُمح لها بزيارة زوجها بعد حوالي 70 يوما من اعتقاله. أُوقفت زينب مرات عدة كانت أحدها في 15 يونيو 2011 لمدة سبع ساعات بعد أن اعتصمت مع امرأتين أخرى تين أمام مبنى الأمم المتحدة في البحرين لمطالبة المجتمع الدولي بالضغط لإطلاق سراح «السجناء السياسيين»، وأخرى في 15 ديسمبر بعد أن اعتصمت في دوار على شارع البديع غرب المنامة ورددت شعارات تدعو لإسقاط الملك حمد بن عيسى آل خليفة، وأخرى من 12 فبراير 2012 حتى 20 فبراير بتهمة «التجمهر والمشاركة في مسيرة غير مرخصة» كانت متجهة إلى موقع دوار اللؤلؤة سابقا، وأخرى من 5 أبريل إلى 7 أبريل 2012 بعد مشاركتها في مظاهرة أمام وزارة الداخلية للمطالبة بالإفراج عن أبيها بتهمة «الاعتداء على موظف عام». في 21 أبريل اعتقلت زينب أثناء مشاركتها في احتجاجات ضد إقامة فورملا 1 في البحرين.
في 21 مايو 2012 قضت محكمة بحرينية بتغريم زينب 200 دينارًا بحرينيا لإهانة موظف حكومي. وفي 24 مايو قضت محكمة بحبسها شهرا بعد إدانتها بتهم الاعتداء على شرطيات والسب والتجمهر، لكن أفرج عنها بكفالة مالية في 29 مايو.